# Gomphrena leptophylla
Gomphrena leptophylla là loài thực vật có hoa thuộc họ Dền. Loài này được (Benth.) J.Palmer mô tả khoa học đầu tiên năm 1998.